# Edith Kraus
Edith Kraus (16 de maig de 1913, Viena - 3 de setembre de 2013, Jerusalem) va ser una pianista austríaca jueva, de les més destacades entre els milers de músics, artistes i intel·lectuals que van ser enviats al camp de concentració de Theresienstadt durant la Segona Guerra Mundial.

## Primers anys
Edith Kraus va néixer a Viena el 16 de maig de 1913. El seu pare, Gustav Kraus, tenia una tenda de roba a Viena amb una filial a Karlsbad, on Edith va créixer des de 1919.
Alicia, la seva germana major per set anys, va prendre lliçons de música i Edith va començar copiant a ella, recollint les notes en el piano d'oïda. Després d'un parell d'anys ella també va rebre lliçons i amb només onze anys va debutar amb la Karlsbader Orchester amb el Concert per a piano en Do menor de Mozart.
El 1926 va ser admesa amb una carta de recomanació de l'Alma Mahler a la classe d'Artur Schnabel a Berlín, sent l'alumna més jove. A la capital va tenir l'oportunitat de sentir concerts dirigits per Bruno Walter i Wilhelm Furtwängler, així com recitals de piano pel jove Vladimir Horowitz.
Va tornar a Praga després de la mort de la seva mare, el 1930, on va treballar com a professora de piano i va desenvolupar la seva carrera com a pianista professional. Tres anys després es va casar amb l'amo de la fàbrica Karl Steiner.

## Internament aTheresienstadt
Després de l'ocupació alemanya de Txecoslovàquia el 1939 Edith va ser inhabilitada professionalment i el 1942, va ser deportada amb la seva família al camp de Theresienstadt. A 40 milles al nord de Praga, era un camp "model" utilitzat pels Nazis per convèncer el món exterior que tractaven als presos jueus bé. Permeten que es realitzin esdeveniments culturals extensos per enganyar a funcionaris de la Creu Vermella Internacional que acudien al camp i actuacions filmades pels presos van ser utilitzades com a propaganda per al règim.
Mentre la vida cultural, sens dubte, prosperava a Theresienstadt, els fets expliquen una història molt més trista: dels 144.000 jueus enviats al camp, més de 88.000 van ser enviats posteriorment a camps d'extermini i 33.000 van morir en condicions pèssimes. En van sobreviure només uns 17.000.
Una de les primeres funcions d'Edith Kraus a Theresienstadt va ser en un recital conjunt amb tres col·legues en el qual tots van interpretar una sonata de Beethoven. La qualitat de l'instrument, que havia estat descobert en un àtic, era tan pobre que necessitava l'afinació entre la interpretació de cada pianista.
A poc a poc la quantitat de música al camp es veu incrementada, així com la qualitat, amb l'arribada d'un piano de Praga i el creixent nombre d'artistes jueus que van ser detinguts de tot Europa. Entre ells hi havia la pianista Alice Herz-Sommer, que va arribar al juliol de 1943 i amb qui Edith Kraus havia fet música a Praga abans de la Guerra.
Edith Kraus va realitzar més de 300 concerts en tres anys a Theresienstadt, sovint de la música de Brahms, Beethoven i Mendelssohn. “Naturalment això em va ajudar a passar aquest temps”, va recordar ella més endavant.
Aquests anys a Theresienstadt va convivir amb molts músics, ja que era un camp amb un gran ambient cultural, a diferència d'altres. Viktor Ullmann, un company de presó, la va convidar a estrenar la seva sisena Sonata per a piano, mentre que ella i Franz Eugen Klein van interpretar una adaptació a quatre mans de Carmen, amb un elenc dels seus companys presos, que va ser rebuda amb gran entusiasme. També va haver-hi una producció de l'òpera infantil Brundibar, de Hans Krása, un altre pres, que es va representar més de 50 vegades. Els Nazis mai van assistir a les seves actuacions.
En una ocasió, el 1944 el nom d'Edith Kraus va aparèixer en una llista de les persones a ser enviades a Auschwitz, amb el seu marit, la seva mare i la seva germana. Incitada per un amic, ella pretenia tenir un recital per dur a terme i per aquest motiu va aconseguir romandre a Theresienstadt, evitant així una mort segura. El transport a Auschwitz s'allunyava del camp amb la seva família mentres a les barraques sonava al piano Edith Kraus, interpretant música de Bach, Mozart, Brahms, Chopin i Smetana.

## Alliberament i últims anys
Theresienstadt va ser alliberat finalment pels russos al maig de 1945. De retorn a Praga, Edith Kraus es va tornar a casar amb el seu segon marit Arpad Bloedy, amb el qual va tenir una filla i el 1949 es van traslladar al nou estat d'Israel. Allí ella cosia corbates mentre el seu marit treballava en una fàbrica de tints.
Al novembre d'aquest any va donar el seu primer concert al seu nou país, que va incloure l'estrena israeliana de la Suite de Pavel Haas, compositor txec també pres a Theresienstadt, que havia estat assassinat pels Nazis. El 1951 es va incorporar a l'Acadèmia de música de Tel-Aviv, on va ser professora fins a 1981.
Després del seu retir 30 anys més endavant Edith Kraus va començar a estudiar el llegat musical de Theresienstadt amb més detall. Ella va donar conferències, va gravar el documental Enjoy the music amb la seva experiència, va fer enregistraments per demostrar que la bellesa pot prosperar entre tal infern i també va estar implicada en el treball d'educació i de reconciliació. El 1983 va gravar diverses Sonates per a piano d'Ullmann de la dècada de 1930 i 1940, inclosa la sonata que havia escrit per a ella en el camp.
Es va commemorar el 40º aniversari de l'alliberament de Theresienstadt amb un concert a la Catedral de Canterbury, que va incloure un Rèquiem por Theresienstadt, de Ronald Senator. Una pel·lícula de l'ocasió, Mai van tocar el meu pa, es va emetre en record. El títol va venir d'Edith Kraus, que havia fet la seva meta en Theresienstadt (com en la vida) per centrar-se en les coses bones en comptes del dolent. Li van demanar en la pel·lícula si ella va poder perdonar i Edith Kraus va respondre: “no puc perdonar... però tampoc puc anar a Alemanya”.
El 1994, no obstant això, quan ella havia sofert un accident cerebrovascular que va afectar la seva mà esquerra, va tornar a Alemanya, participant en una classe magistral dedicada a la música, història i memòria. També va visitar Londres i es va reunir amb la seva amiga i companya durant la guerra, Alice Herz-Sommer.